# Alex Song
Alexandre Dimitri Song Billong (ur. 9 września 1987 w Douali) – kameruński piłkarz pochodzenia francuskiego, który występował na pozycji pomocnika. W latach 2005–2014 reprezentant Kamerunu. 
W swojej karierze najwięcej wystąpił w angielskim klubie Arsenal. Występował również w takich klubach jak FC Barcelona czy West Ham. Uczestnik Mistrzostw Świata 2010 i 2014.

## Życiorys
Jego stryjem jest piłkarz Rigobert Song. Pochodzi on z rodziny wielodzietnej – ma 17 sióstr i 10 braci.

### Kariera klubowa
W sezonie 2003/2004 był podstawowym zawodnikiem francuskiego klubu SC Bastia, kiedy to wystąpił w 32 meczach. Po zakończeniu rozgrywek jego sprowadzeniem były zainteresowane m.in.: Inter Mediolan, Juventus, Manchester United, Middlesbrough F.C. i Olympique Lyon. W czerwcu 2006 podpisał kontrakt z Arsenalem, w którym przebywał wcześniej na wypożyczeniu (2005–2006). W Premier League zadebiutował 19 września 2005 na stadionie Arsenal Stadium (Londyn, Anglia) w wygranym 2:0 spotkaniu z Evertonem, wchodząc na boisko z ławki rezerwowych. Pierwszą bramkę zdobył w zakończonym zwycięstwem 6:3 meczu z Liverpoolem. Zimą 2007 piłkarz został na pół roku wypożyczony do Charlton Athletic. Latem 2012 roku Arsenal osiągnął porozumienie z hiszpańską Barceloną dotyczące sprzedaży Songa. W latach 2014–2016 grał na wypożyczeniu w West Ham United. W lipcu 2016 roku definitywnie odszedł z Barcelony do rosyjskiego klubu Rubin Kazań.
14 sierpnia 2018 został zawodnikiem szwajcarskiego klubu FC Sion z Swiss Super League. 20 marca 2020 dostał wypowiedzenie umowy ze skutkiem natychmiastowym wraz z ośmioma innymi piłkarzami: Ermirem Lenjani, Xavierem Kouassi, Mickaëlem Facchinetti, Biramą Ndoye, Johanem Djourou, Pajtim Kasami, Seydou Doumbia i Christianem Zock.
7 listopada 2020 podpisał kontrakt z dżibutyjskim klubem Arta/Solar7 z Djibouti Premier League.
14 listopada 2023 zakończył piłkarską karierę.

### Kariera reprezentacyjna
Song grał w młodzieżowej kadrze Francji i Kamerunu. Ostatecznie zdecydował się reprezentować afrykański kraj. W seniorskiej reprezentacji Kamerunu zadebiutował 15 listopada 2005 na stadionie Stade Pierre Pibarot (Alès) w zremisowanym 0:0 meczu towarzyskim przeciwko Maroku. Został powołany na Puchar Narodów Afryki, gdzie 22 stycznia 2008 zaliczył występ w przegranej 2:4 potyczce z Egiptem. 6 stycznia 2015 ogłosił zakończenie kariery reprezentacyjnej.

## Sukcesy

### Klubowe
Arsenal
- Zdobywca drugiego miejsca w Pucharze Ligi Angielskiej: 2010/2011

FC Barcelona
- Zwycięzca Primera División: 2012/2013
- Zdobywca drugiego miejsca Primera División: 2013/2014
- Zwycięzca Superpucharu Hiszpanii: 2013

### Reprezentacyjne
Kamerun U-17
- Zwycięzca w Mistrzostwach Afryki: 2003